# 银壶街道
银壶街道，是中华人民共和国贵州省六盤水市六枝特区下辖的一个街道办事处。
2015年3月27日，贵州省人民政府批复同意六枝特区乡镇行政区划调整，新设置的银壶街道辖原平寨镇平寨社区、铁路社区、补林社区、银壶社区、兴隆社区、地宗社区、杨丰村、东风村，办事处驻兴隆社区。

## 行政区划
银壶街道下辖以下地区：
平寨社区、铁路社区、银壶社区、地宗社区、东风村、杨丰村、平寨村和兴隆村。